# Denver Nuggets (original)
Los Denver Nuggets fueron un equipo de baloncesto profesional estadounidense que tenía como sede la ciudad de Denver, Colorado. Los Nuggets se unieron a la NBL en 1948, y a la NBA al año siguiente, cuando su liga y la BAA se unieron para crear la competición actual. Fue la primera franquicia profesional de cualquier deporte en el estado de Colorado.

## Historia
Los orígenes del equipo se remontan a 1938, cuando se creó el equipo como parte de la Amateur Athletic Union, configurándose como uno de los equipos más potentes de la competición, ganándola en 1939 y siendo finalistas al año siguiente. En 1948 la NBL concedió a Denver una franquicia profesional, la cual se fraguó con la identidad de los Nuggets. Tras un año, la competición se unió a la BAA para formar la actual NBA, en la cual, en su único año en la competición, consiguió un balance de 11 victorias y 51 derrotas, disolviéndose al término de la temporada.

### Relación con los actuales Denver Nuggets
Cuando la franquicia de los Denver Rockets, que jugaba en la ABA fue invitada a unirse a la NBA, en 1974, se realizó un concurso para cambiar el nombre del equipo, ya que ya existía uno con la misma denominación en la liga, los Houston Rockets, ganando la denominación del desaparecido equipo. en 1985, el que fuera estrella del equipo en su época amateur, Vince Boryla, se unió al equipo como presidente y general manager, ganando el título de Ejecutivo del Año de la NBA ese mismo año. El equipo además jugó hasta 1975 en el mismo estadio que los desaparecidos Nuggets, el Denver Arena Auditorium.

## Trayectoria
Nota: G: Partidos ganados P:Partidos perdidos %:porcentaje de victorias
| Temporada      | G  | P  | %    | Play-offs |
| -------------- | -- | -- | ---- | --------- |
| Denver Nuggets |    |    |      |           |
| 1948-49        | 18 | 44 | .290 |           |
| 1949-50        | 11 | 51 | .177 |           |